# Volochysk
Volochysk (em ucraniano:   Волочиськ) é uma cidade da Ucrânia, situada no Oblast de  Khmelnytski. Tem 14,61 km² de área e sua população em 2020 foi estimada em 18.604 habitantes.